# Farol do Cabo Bojeador
O Farol do Cabo Bojeador também conhecido como o Farol de Burgos, é uma estrutura de património cultural de Burgos, Ilocos Norte, que foi estabelecida durante a época colonial espanhola nas Filipinas. Acendeu-se pela primeira vez a 30 de março de 1892, e está situado no alto da colina Nagpartian com vistas ao pitoresco Cabo Bojeador onde os primeiros galeões o utilizavam para navegar. Após mais de 100 anos, ainda funciona como um farol de boas-vindas aos barcos internacionais que entram no arquipélago filipino desde o norte e os guia de forma segura longe da costa rochosa da cidade. O farol ademais marca o ponto mais noroccidental em Luzón.